# Collegio uninominale Toscana - 04 (Camera dei deputati 2017)
Il collegio elettorale uninominale Toscana - 04 è stato un collegio elettorale uninominale della Repubblica Italiana per l'elezione della Camera tra il 2017 ed il 2022.

## Territorio
Come previsto dalla legge elettorale italiana del 2017, il collegio era stato definito tramite decreto legislativo all'interno della circoscrizione Toscana.
Era formato dal territorio di 16 comuni: Bagno a Ripoli, Barberino Val d'Elsa, Capraia e Limite, Castelfiorentino, Cerreto Guidi, Certaldo, Empoli, Figline e Incisa Valdarno, Greve in Chianti, Montelupo Fiorentino, Montespertoli, Quarrata, Rignano sull'Arno, San Casciano in Val di Pesa, Tavarnelle Val di Pesa, Vinci.
Il collegio era quindi compreso tra la città metropolitana di Firenze e la provincia di Pistoia.
Il collegio era parte del collegio plurinominale Toscana - 03.

## Eletti
| Elezione | Elezione | Deputato   | Partito             |
| -------- | -------- | ---------- | ------------------- |
|          | 2018     | Luca Lotti | Partito Democratico |

## Dati elettorali

### XVIII legislatura
Come previsto dalla legge elettorale, 232 deputati erano eletti con sistema a maggioranza relativa in altrettanti collegi uninominali a turno unico.
| Candidati              | Candidati            | Voti    | %     | Liste                           | Voti    | %     |
| ---------------------- | -------------------- | ------- | ----- | ------------------------------- | ------- | ----- |
|                        | Luca Lotti ✔️ Eletto | 64 252  | 40,49 | Partito Democratico             | 58 399  | 36,80 |
| +Europa                | Luca Lotti ✔️ Eletto | 64 252  | 40,49 | 4 245                           | 2,68    |       |
| Italia Europa Insieme  | Luca Lotti ✔️ Eletto | 64 252  | 40,49 | 1 044                           | 0,66    |       |
| Civica Popolare        | Luca Lotti ✔️ Eletto | 64 252  | 40,49 | 564                             | 0,36    |       |
|                        | Sonia Ciraolo        | 42 091  | 26,52 | Lega                            | 22 599  | 14,24 |
| Forza Italia           | Sonia Ciraolo        | 42 091  | 26,52 | 13 189                          | 8,31    |       |
| Fratelli d'Italia      | Sonia Ciraolo        | 42 091  | 26,52 | 5 465                           | 3,44    |       |
| Noi con l'Italia - UDC | Sonia Ciraolo        | 42 091  | 26,52 | 838                             | 0,53    |       |
|                        | Renato Scalia        | 37 549  | 23,66 | Movimento 5 Stelle              | 37 549  | 23,66 |
|                        | Denise Latini        | 7 699   | 4,85  | Liberi e Uguali                 | 7 699   | 4,85  |
|                        | Frida Nacinovich     | 3 196   | 2,01  | Potere al Popolo!               | 3 196   | 2,01  |
|                        | Ambra Roncucci       | 1 675   | 1,06  | Partito Comunista               | 1 675   | 1,06  |
|                        | Federica Fusinato    | 1 155   | 0,73  | CasaPound                       | 1 155   | 0,73  |
|                        | Lucia Pascucci       | 755     | 0,48  | Il Popolo della Famiglia        | 755     | 0,48  |
|                        | Sara Toccafondi      | 313     | 0,20  | Per una Sinistra Rivoluzionaria | 313     | 0,20  |
| Totale                 | Totale               | 158 685 | 100   |                                 | 158 685 | 100   |
|                        |                      |         |       |                                 |         |       |
| Voti non validi        | Voti non validi      | 5 001   | 3,06  |                                 |         |       |
| Votanti                | Votanti              | 163 686 | 80,46 |                                 |         |       |
| Elettori               | Elettori             | 203 442 |       |                                 |         |       |